# Staatliche Universität Ferner Osten

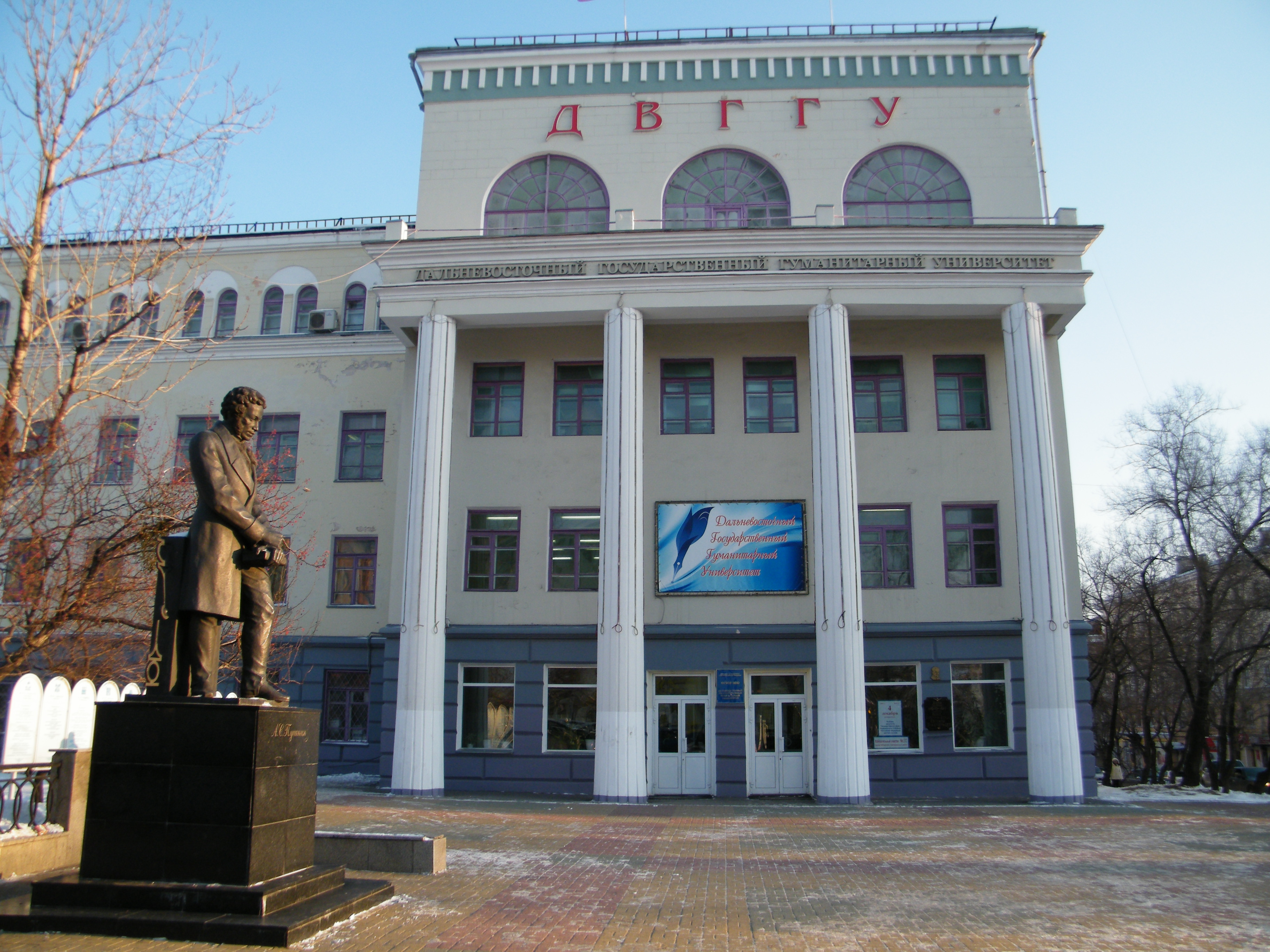
Hauptgebäude der Universität des Fernen Ostens

Die Staatliche Universität Ferner Osten (russisch Тихоокеанский государственный университет Tichookeanskij gossudarstwennyj uniwersitet, englisch Pacific National University, kurz PNU) ist eine staatliche Universität in der russischen Stadt Chabarowsk am Pazifischen Ozean.
Die Universität geht auf das 1939 gegründete Staatliche Pädagogische Institut Chabarowsk zurück und wurde 1994 zu einer Pädagogischen Hochschule ausgebaut. 2005 erfolgte die heute Ausrichtung zu einer Staatlichen Pädagogischen Universität Chabarowsk (KSPU). Sie ist eine international ausgerichtete Hochschule mit Hochschulpartnerschaften in der Volksrepublik China, in Deutschland (vor allem über das Alexander-Herzen-Programm mit der Universität Augsburg u. a.), Korea, der Schweiz und den Vereinigten Staaten.